# Drzewica dwubarwna
Drzewica dwubarwna (Dendrocygna bicolor) – gatunek ptaka z podrodziny drzewic (Dendrocygninae) w rodzinie kaczkowatych (Anatidae). Zamieszkuje Amerykę Północną i Południową, Afrykę oraz południową Azję. Nie jest zagrożony wyginięciem.

## Systematyka
Gatunek ten po raz pierwszy zgodnie z zasadami nazewnictwa binominalnego opisał w 1789 roku niemiecki przyrodnik Johann Friedrich Gmelin w 13. edycji linneuszowskiego Systema Naturae. Autor nadał gatunkowi nazwę Anas fulva, a jako miejsce typowe wskazał Nową Hiszpanię, czyli Meksyk. Później drzewica dwubarwna została przeniesiona do rodzaju Dendrocygna i tak jest klasyfikowana do tej pory. W 1908 roku wykazano, że nazwa Anas fulva była już wcześniej (w 1787 roku) użyta przez Meuschena dla innego gatunku kaczki, tak więc nazwa Gmelina jest młodszym homonimem i należało ją zmienić. Wykorzystano pierwszą wolną nazwę  – Anas bicolor, której w 1816 roku użył dla opisania tego gatunku francuski ornitolog Louis Jean Pierre Vieillot. Autor ten jako miejsce typowe wskazał Paragwaj.
Nie wyróżnia się podgatunków. W 1922 roku dla populacji z USA i Meksyku opisano podgatunek helva, ale nie jest on uznawany.

## Występowanie
Drzewica dwubarwna żyje od Indii na wschód po Mjanmę, w Afryce – wschodniej, południowej, w pasie na południe od Sahary oraz na Madagaskarze, w Ameryce Południowej, na Karaibach oraz w Meksyku i na południu Stanów Zjednoczonych. Ptak ten zamieszkuje okolice zbiorników wodnych, bagna oraz szerokie rozlewiska rzek.
Komisja Faunistyczna Sekcji Ornitologicznej Polskiego Towarzystwa Zoologicznego wymienia drzewicę dwubarwną na liście gatunków stwierdzonych w Polsce, lecz nie zaliczonych do awifauny krajowej (kategoria E w klasyfikacji AERC – pojaw nienaturalny).

## Morfologia

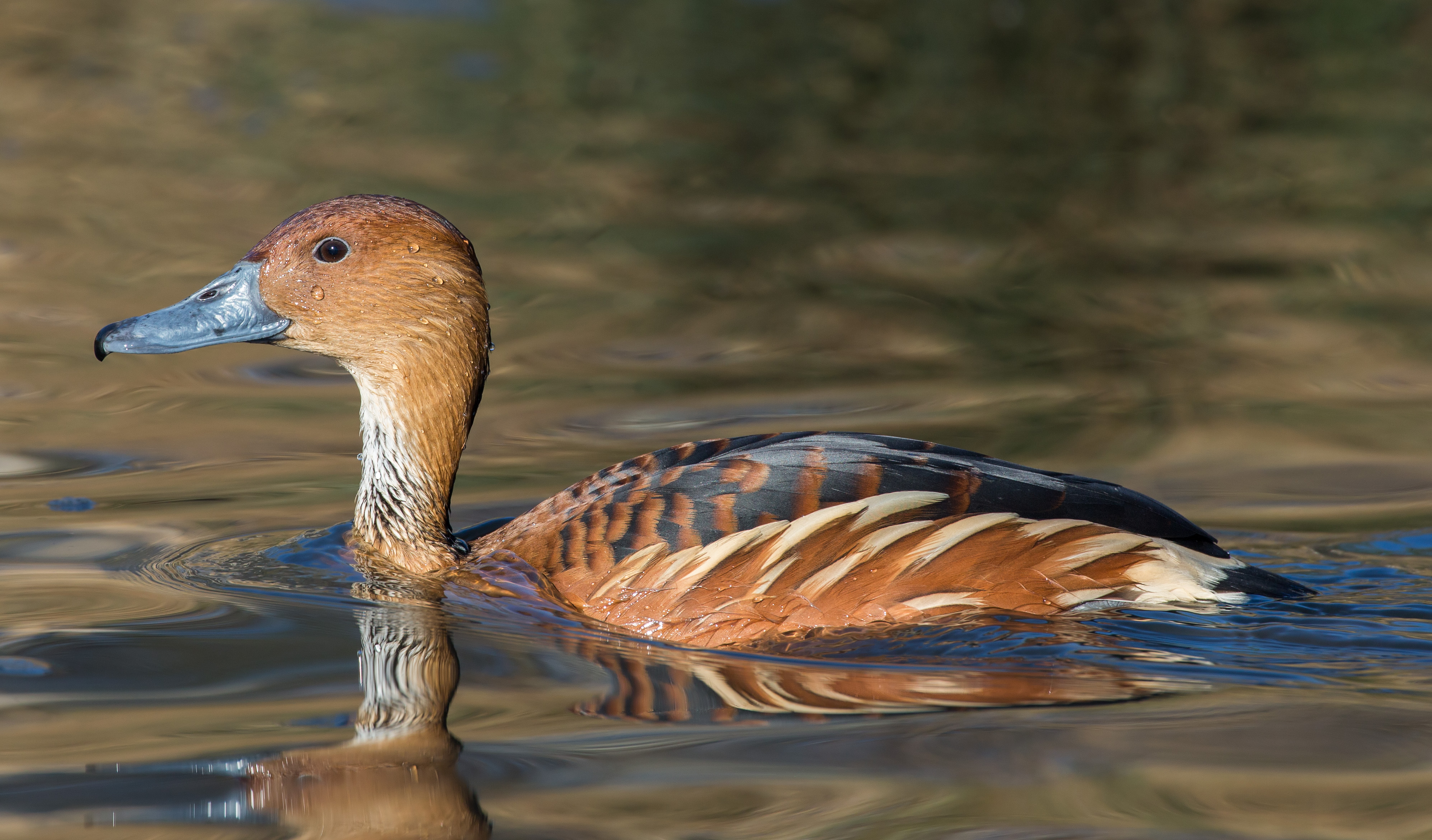
Osobnik dorosły w London Wetland Centre w Londynie

Długość ciała 45–55 cm, długość skrzydła 20–23,5 cm; masa ciała samic 595–964 g, samców 545–958 g. Drzewica dwubarwna ma ubarwioną głowę oraz spód ciała na żółtobrązowo, wierzch ciała na brązowoczarny, a nogi na niebiesko.

## Pożywienie
Drzewica dwubarwna odżywia się roślinami oraz bezkręgowcami wodnymi.

## Rozród

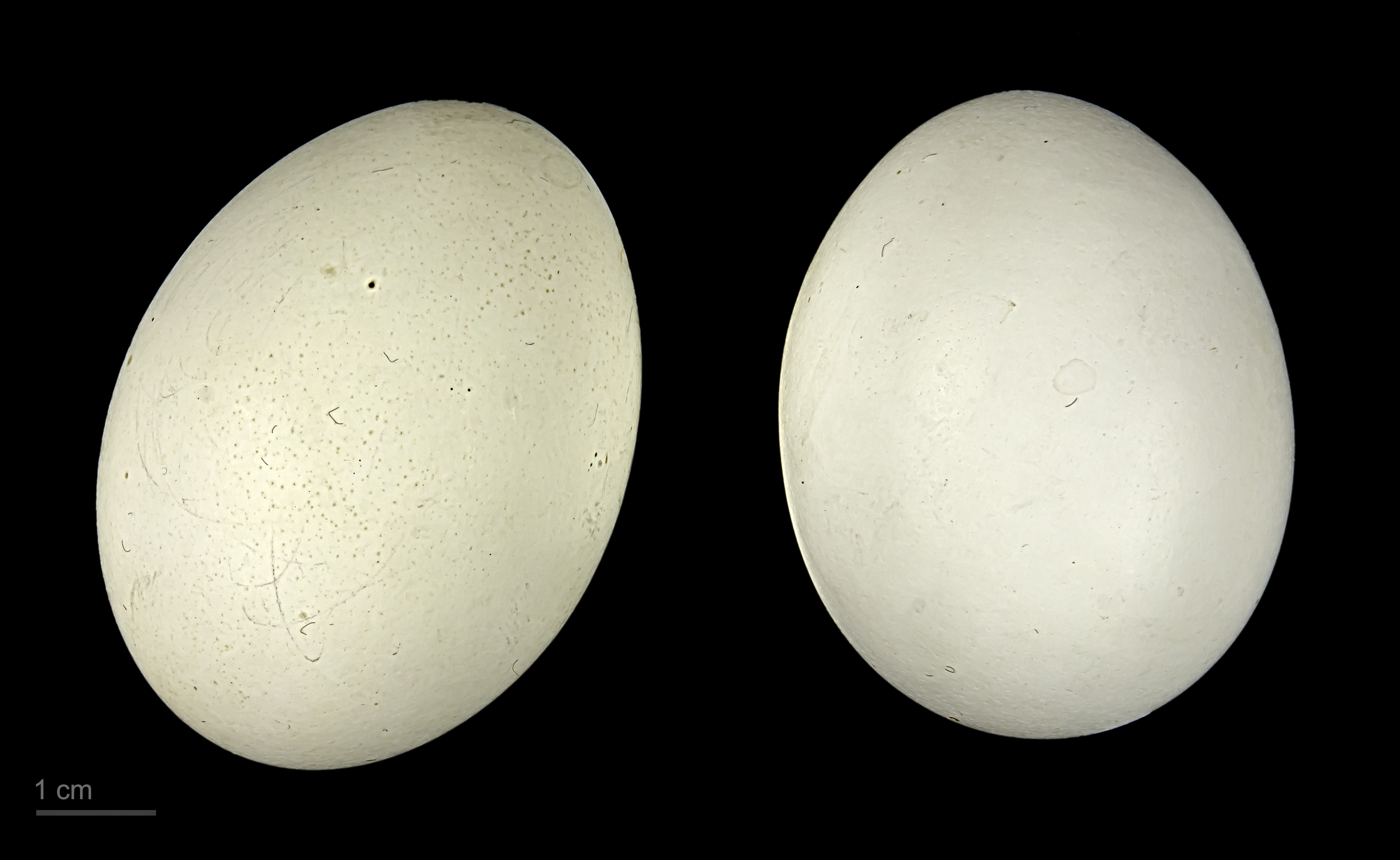
Jaja z kolekcji muzealnej

Samica drzewicy dwubarwnej przeciętnie znosi ok. 6–13 jaj, które są wysiadywane przez 24–26 dni. Młode stają się w pełni samodzielne po około 60 dniach.

## Status
IUCN uznaje drzewicę dwubarwną za gatunek najmniejszej troski (LC, Least Concern). Liczebność światowej populacji szacuje się na 1,3–1,5 miliona osobników. Globalny trend liczebności oceniany jest jako spadkowy, choć u niektórych populacji nie jest on znany, a w Ameryce Północnej liczebność tego gatunku rośnie.